# Avulsed
Avulsed (с англ. — «Оторванный») — испанская брутал-дэт-метал-группа, основанная в Мадриде в 1991 году вокалистом Дэйвом Роттеном, басистом Лаки и ударником Антонио Пардо.

## Состав

### Текущий состав
- Дэйв Роттен (Дэвид Санчес Гонсалес) — вокал (1991—настоящее время)
- Кабра (Хосе Мария Де Мигель Ореро) — гитара (1992—настоящее время)
- Хуанкар (Хуан Карлос) — гитара (1994—настоящее время)
- Тана (Антонио Карлос Родригес Эспигарес) — бас-гитара (1998—настоящее время)
- Хорхе Утрера — ударные (2020—настоящее время)

### Бывшие участники
- Тони (Антонио Пардо) — ударные (1991—1993)
- Луизма — гитара (1992—1994)
- Лаки — бас-гитара (1991—1996)
- Фурни (Рауль Фурнье Диаз) — ударные (1993—2004)
- Иван — бас-гитара (1996—1998)
- Рики — ударные (2004—2012)
- Оскар — ударные (2012—2014)
- Эрик Рая — ударные (2014—2015)
- Арьян ван дер Вийст — ударные (2015—2018)
- Рафа — ударные (2018—2020)

## Дискография

### Студийные альбомы
- Eminence in Putrescence (1996)[1]
- Stabwound Orgasm (1999)[2]
- Yearning for the Grotesque (2003)[3][4]
- Gorespattered Suicide (2005)[5][6][7][8]
- Nullo (The Pleasure of Self-Mutilation) (2009)[9][10]
- Ritual Zombi (2013)[11][12][13]
- Deathgeneration (2016)[14]

### Мини-альбомы
- Carnivoracity (1994)[15]
- Bloodcovered (2001)
- Revenant Wars (2013)[16]
- Altar of Disembowelment (2015)[17][18]

### Сборники
- Cybergore (1998)[19][20][21][22]
- Seven Years of Decay (1999)
- Reanimations (2006)[23]

### Концертные альбомы
- 1st Repulsive Festival (1998, сплит-видео, VHS)
- Grotesque Live 2004 (2004, DVD)
- Reanimating Russia 2007 (2007, DVD)
- Night of the Living Deathgenerations (2017)[24][25]

### Демо
- Embalmed in Blood (1992)
- Deformed Beyond Belief (1993)
- Live in Perfect Deformity (1993)
- Promo Tape 1994 (1994)
- Promo '95 (1995)